# Andrew Cuomo
Andrew Mark Cuomo (født 6. december 1957 i Queens, New York City) er en amerikansk politiker og advokat fra det Demokratiske Parti. Han var guvernør i delstaten New York fra 1. januar 2011 til 23. august 2021.
Han er uddannet i jura fra Fordham University i 1979 og Albany Law School i 1982. Cuomo har bl.a. arbejdet som advokat og været formand for New York Citys hjemløsekommission. Fra 2007 til 2010 var han New Yorks justitsminister, og fra 1997 til 2001 var han boligminister i Bill Clintons regering.
I 2021 blev han undersøgt for seksuelle krænkelser, hvor Joe Biden opfordrede ham til at trække sig hvis rygterne var sande. Cuomo benægtede, men valgte at træde tilbage som guvernør. Viceguvernør Kathy Hochul overtog posten.
Han er søn af Mario Cuomo, der var New Yorks guvernør fra 1983 til 1994, og bror til CNN-vært Chris Cuomo. Andrew Cuomo har siden 2005 været fraskilt fra Kerry Kennedy, som er datter af Robert F. Kennedy, og som han har tre børn med.